# Amerikanische Rebzikade
Die Amerikanische Rebzikade (Scaphoideus titanus), auch Amerikanische Rebenzirpe genannt, ist eine Art aus der Familie der Zwergzikaden, die sich vom Pflanzensaft von Weinrebengewächsen ernährt. Die Amerikanische Rebzikade ist der einzige bekannte Vektor (Überträger) der Reben-Krankheit Goldgelbe Vergilbung.

## Merkmale
Die adulte Amerikanische Rebzikade ist etwa 5 mm lang, hat einen rötlich braungelben Körper mit charakteristischer bräunlicher Rückenzeichnung. Die Larven sind gelblich weiß mit zwei dunkelbraunen Flecken an der Spitze des Abdomens.

## Ernährung und Entwicklung

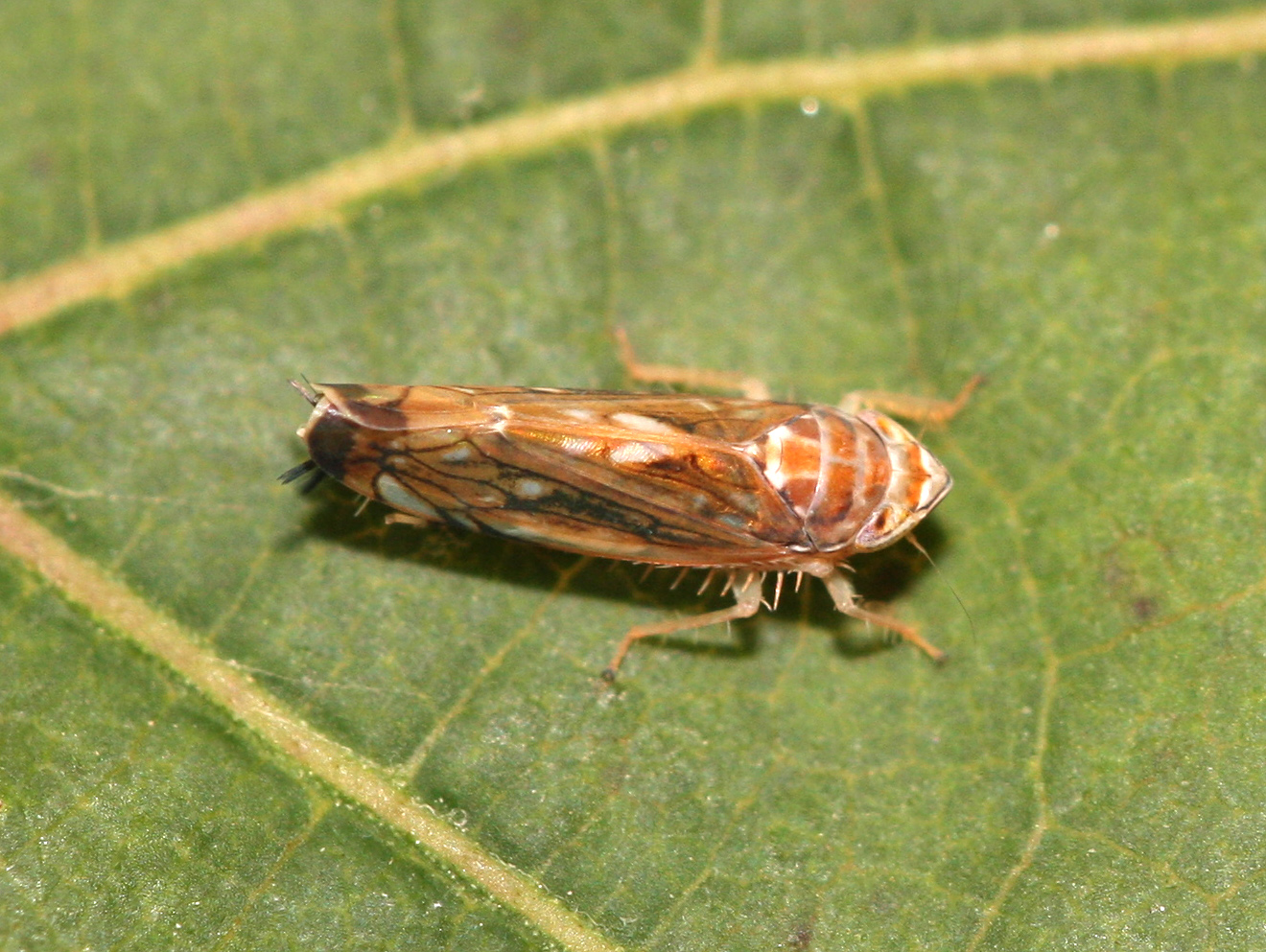
Scaphoideus titanus, Weibchen

Die Amerikanische Rebzikade lebt nur auf Rebstöcken: sie saugt am Phloem, das ist der Teil des Leitbündels der Gefäßpflanzen, in dem Nährstoffe und andere Assimilate transportiert werden.
Die Eier werden von der Kleinzikade im Herbst vorwiegend unter die Borke des zweijährigen Holzes abgelegt. Die überwinternden Eier sind immer frei von Phytoplasmen.
Der Larvenschlupf erfolgt Ende Mai bis Anfang Juni, je nach Witterung. Die Larven bleiben meist auf dem gleichen Rebstock und halten sich vorwiegend auf den Blattunterseiten auf. Von der Aufnahme des Krankheitserregers Candidatus Phytoplasma vitis bis zur Fähigkeit, die Vergilbungskrankheit weiterzugeben, vergehen ca. drei Wochen. Die adulten Zikaden, meist ab Mitte Juli, sind sehr mobil und können eine rasche Verbreitung der Krankheit über große Distanzen verursachen.

## Ökologie
Wie viele Zikaden können Amerikanische Rebzikaden mit verschiedenen Mikroorganismen in Symbiose zusammen leben und beherbergen meist eine komplexe Mikroflora, dabei häufig Cardinium.
Wie andere Zikaden, sind auch Amerikanische Rebzikaden möglicherweise myrmekophil, d. h. sie können mit Ameisen in Trophobiose leben. Die mikrobiologischen Symbionten der Amerikanischen Rebzikaden können für die Ameisenwirte pathologisch sein und wurden bei verschiedenen Ameisenarten identifiziert.

## Ausbreitung
Ursprünglich kam die Amerikanische Rebzikade nur in Amerika vor. Anlässlich eines wahrscheinlich einmaligen Einschleppungsereignisses erreichte sie Europa. 1949 trat sie in der Region Armagnac an der Rebsorte Baco Blanc als Überträger der Goldgelben Vergilbung in Erscheinung. Zunächst war das Verbreitungsgebiet des Neozoon auf den Süden Frankreichs (Nouvelle-Aquitaine und Okzitanien) sowie auf den Norden Italiens beschränkt. Seit 1967 tritt das Insekt auch in der Schweiz auf.
Anfang der 1990er schien sich die Ausbreitung des Krankheitsüberträgers zu verlangsamen. In den Jahren 1997–1999 wurden jedoch in Frankreich im Département Gironde neue Krankheitsfälle gemeldet. 2004 wurde die Amerikanische Rebzikade erstmals in Österreich (Südsteiermark) gesichtet. 2006 waren die Amerikanische Rebzikade und die Goldgelbe Vergilbung über die Weinbaugebiete Europas zwischen Portugal und dem Balkan verbreitet.

## Bekämpfung
Damit es zu einer Verbreitung der Goldgelben Vergilbung kommen kann, müssen entweder befallene Rebstöcke innerhalb eines Weinbaugebietes vorhanden sein oder infektiöse Zikaden aus anderen Gebieten im Sommer zufliegen. Daher ist es besonders wichtig, dass befallene Reben so rasch wie möglich entfernt werden und der Befallsgrad der Amerikanischen Rebzikade durch geeignete Maßnahmen verringert wird. In den Ländern gibt es gesetzliche Bestimmungen, mit denen man rasch bei einer Befallssituation mit einerseits Rodungsmaßnahmen und andererseits mit Pflanzenschutzmaßnahmen in einem bestimmten Umkreis des festgestellten Befalls, Maßnahmen anordnen kann. Innerhalb ausgewiesener Befalls- und Sicherheitszonen gelten weitere folgende Regelungen. Aufgelassene Weingärten, Vermehrungsflächen, Weinhecken usw. sind bis Ende Mai in einen ordnungsgemäßen Pflegezustand zu bringen oder zu roden. Waldreben (Clematis vitalba) auf bepflanzten Grundstücken und an benachbarten Waldrändern sind zu entfernen. Ihr Wiederaustrieb ist zu verhindern. Sämtliche Weingärten, Weinhecken, Weinlauben sowie einzelne Rebstöcke sind gemäß den behördlichen Vorgaben zu behandeln.